# Wir beide!
Wir beide! (in Japan GIRL FRIENDS) ist eine Mangaserie der japanischen Zeichnerin Milk Morinaga, die von 2006 bis 2010 in Japan erschien. Sie ist in das Genre Yuri einzuordnen und wurde als Hörspiel adaptiert.

## Inhalt
Das Mädchen Mariko Kumakura (熊倉 真理子) ist zwar Klassenbeste, hat aber keine Freunde. Sie ist schüchtern und höflich, in der Schule meist allein. Als sich aber die selbstsichere und attraktive Akiko Ōhashi (大橋 亜希子) mit ihr anfreundet, ändert sich Mariko, wird offener und gewinnt Freunde. Doch hegt sie bald auch tiefere Gefühle für Akiko. Um sich davon abzulenken, sucht sie sich einen Freund. Doch dadurch werden Mariko ihre Gefühle für Akiko erst richtig bewusst. Schließlich wird Akiko nun eifersüchtig auf ihren Freund und bemerkt, dass auch sie sich in sie verliebt hat.

## Veröffentlichung
Der Manga erschien von Oktober 2006 bis August 2010 im Seinen-Manga-Magazin Comic High! (Nr. 19 bis Nr. 65) des japanischen Verlags Futabasha. Die Kapitel wurden dann in fünf Sammelbände (Tankōbon) zusammengefasst.
Sharp Point Press brachte die Serie in Taiwan auf Chinesisch heraus, JManga als digitale Ausgabe auf Englisch und Japanisch, Seven Seas Entertainment in den USA auf Englisch, Taifu Comics auf Französisch und Palma Press auf Russisch. Eine deutsche Übersetzung erschien von Mai 2012 bis Juli 2013 vollständig beim Carlsen Verlag.

## Hörspiel
Unter der Regie von Midori Shimazawa entstand eine Hörspiel-Adaption des Mangas, die am 28. Januar 2011 in Japan auf CD erschien.